# Saint-Agnan-de-Cernières
 Saint-Agnan-de-Cernières  là một xã của tỉnh Eure, thuộc vùng Normandie, miền bắc nước Pháp.